# Oliver Petrucciani
Oliver Petrucciani (Losone, 6 settembre 1969) è un pilota motociclistico svizzero.

## Carriera
Nel 1990 ottiene un podio e chiude all'ottavo posto nel campionato europeo classe 125. Debutta nel motomondiale come wild card al gran premio d'Italia 1990 in sella ad una JJ Cobas in classe 125, giungendo 17º al traguardo. L'anno seguente viene ingaggiato come titolare in 125 in sella ad una Aprilia. Ottiene i suoi primi punti iridati al gran premio d'Austria dove giunge 13º. A fine stagione si classifica 23º in campionato con 13 punti. Nel 1993 effettua la sua miglior stagione nel mondiale, Ottenendo punti in tutte le gare tranne la prima e classificandosi 7º in campionato con 82 punti, riuscendo anche a cogliere il suo miglior risultato nel mondiale con un 4º posto al gran premio di Gran Bretagna, dove ottiene anche la sua miglior qualificazione con un 3º posto. Nel 1995 passa in classe 250 in sella ad una Aprilia. Si classifica 33º in campionato con soli 2 punti. Dopo la fine della stagione 1997 lascia il mondiale.

## Risultati nel motomondiale
| 1990 | Classe | Moto     |  |    |  |    |  |  |  |  |  |  |  |  |  |  |  | Punti | Pos. |
| ---- | ------ | -------- |  | -- |  | -- |  |  |  |  |  |  |  |  |  |  |  | ----- | ---- |
| 1990 | 125    | JJ Cobas |  | NE |  | 17 |  |  |  |  |  |  |  |  |  |  |  | 0     |      |

| 1991 | Classe | Moto    |    |     |    |  |  |    |    |    |     |     |   |    |    |    |    | Punti | Pos. |
| ---- | ------ | ------- | -- | --- | -- |  |  | -- | -- | -- | --- | --- | - | -- | -- | -- | -- | ----- | ---- |
| 1991 | 125    | Aprilia | 30 | Rit | NE |  |  | NQ | 13 | 21 | Rit | Rit | 9 | 25 | 14 | NE | 15 | 13    | 23º  |

| 1992 | Classe | Moto  |    |    |     |     |     |    |     |    |    |    |     |   |     |  |  | Punti | Pos. |
| ---- | ------ | ----- | -- | -- | --- | --- | --- | -- | --- | -- | -- | -- | --- | - | --- |  |  | ----- | ---- |
| 1992 | 125    | Honda | 10 | 14 | Rit | Rit | Rit | 19 | Rit | 12 | 13 | 17 | Rit | 5 | Rit |  |  | 9     | 15º  |

| 1993 | Classe | Moto    |     |    |    |   |    |    |   |    |    |   |   |    |   |   |  | Punti | Pos. |
| ---- | ------ | ------- | --- | -- | -- | - | -- | -- | - | -- | -- | - | - | -- | - | - |  | ----- | ---- |
| 1993 | 125    | Aprilia | Rit | 12 | 10 | 6 | 10 | 14 | 8 | 12 | 11 | 4 | 9 | 14 | 8 | 9 |  | 82    | 7º   |

| 1994 | Classe | Moto    |   |   |     |    |    |    |   |    |    |   |   |    |    |   |  | Punti | Pos. |
| ---- | ------ | ------- | - | - | --- | -- | -- | -- | - | -- | -- | - | - | -- | -- | - |  | ----- | ---- |
| 1994 | 125    | Aprilia | 5 | 7 | Rit | 13 | 15 | 10 | 7 | 11 | 18 | 7 | 9 | 13 | 16 | 5 |  | 74    | 9º   |

| 1995 | Classe | Moto    |     |    |    |    |     |    |     |    |    |    |     |  |    |  |  | Punti | Pos. |
| ---- | ------ | ------- | --- | -- | -- | -- | --- | -- | --- | -- | -- | -- | --- |  | -- |  |  | ----- | ---- |
| 1995 | 250    | Aprilia | Rit | 15 | 19 | 15 | Rit | 17 | Rit | 20 | 20 | 22 | Rit |  | 20 |  |  | 2     | 33º  |

| 1996 | Classe | Moto    |     |    |    |     |    |    |     |    |    |    |    |    |     |    |     | Punti | Pos. |
| ---- | ------ | ------- | --- | -- | -- | --- | -- | -- | --- | -- | -- | -- | -- | -- | --- | -- | --- | ----- | ---- |
| 1996 | 250    | Aprilia | Rit | 19 | 24 | Rit | 18 | 15 | Rit | 14 | NP | 11 | 13 | 17 | Rit | 14 | Rit | 13    | 25º  |

| 1997 | Classe | Moto    |    |    |    |    |    |  |    |    |    |    |     |     |     |    |    | Punti | Pos. |
| ---- | ------ | ------- | -- | -- | -- | -- | -- |  | -- | -- | -- | -- | --- | --- | --- | -- | -- | ----- | ---- |
| 1997 | 250    | Aprilia | 10 | 18 | 13 | 16 | 15 |  | 12 | 16 | 19 | 17 | Rit | Rit | Rit | 16 | 17 | 14    | 23º  |

| Legenda | 1º posto        | 2º posto            | 3º posto            | A punti      | Senza punti        | Grassetto – Pole position Corsivo – Giro più veloce |
| Legenda | Gara non valida | Non qual./Non part. | Ritirato/Non class. | Squalificato | '-' Dato non disp. | Grassetto – Pole position Corsivo – Giro più veloce |